# Женска муслиманска школа у Бакуу
Женска муслиманска школа у Бакуу (рус. Александрийское императорское женское русско-мусульманское училище; азер. Aleksandra imperator rus-müsəlman qız məktəbi), такође позната и као Школа за девојчице царице Александре била је прва секуларна школа за муслиманске девојчице у Руској Империји. Изграђена је 1901. године у главном граду Азербејџана Бакуу, а спонзорисао је азербејџански нафтни индустријалац и филантроп Зејналабдин Тагијев.

## Изградња школске зграде
Током владавине Александра III Романова, Хаџи Зејналабдин Тагијев затражио је дозволу за изградњу школе за муслиманске девојке у Бакуу, где би могле да уче на свом матерњем језику, али је захтев одбијен. После смрти Александра III на престо је ступио Николај II Романов. У част крунисања Николаја II и Александре Фјеодоровне, Тагијев је, преко једног од сенатора, царици уручио веома скуп поклон и замолио је да помогне у отварању руско-муслиманске школе за девојке у Бакуу. Поднео је молбу да школа да добије име по Александри Фједоровни.
Две године касније, 1896. године, добијена је дозвола за изградњу школе. Пројекат школске зграде Тагијев је поверио пољском архитекти Јозефу Гославском. Изградња зграде започета је 1898. године, а завршена две године касније. Коштала је 184.000 рубаља, а школска зграда заузимала је 864 квадратна метра . Како примећује азербејџански писац и историчар Манаф Сулејманов, „својом лепотом, лаконизмом и строгом грациозношћу уписао је нову бриљантну страницу у архитектуру улице Николаевскаје“.

## Отварање школе
„Постоји један начин да се муслиманка извуче из затвореног живота: школа. Ова школа мора бити створена и постављена тако да се муслимани према њој односе са симпатијама и шаљу своје ћерке да уче са пуним самопоуздањем “

Речи Зејналабдина Тагијева
Иако је градња школе завршена 1900. године, школа није отворена одмах. Локалне муслиманске власти углавном су се и даље противиле успостављању секуларне школе за девојчице и позивале су се на учења муслиманских учењака широм света. Као одговор, Тагијев је послао представника у Медину , Карбалу , Машхад, Каиро, Константинопољ и Техеран да се сретне са најистакнутијим исламским вођама и да му потпишу документ у којем су потврдили да ислам није забранио муслиманским девојкама да уче секуларне дисциплине. По повратку Тагијевевог изасланика, организовао је још један састанак са Бакуовим имамима показивајући им потписе осам светски познатих исламских учењака чијих су се учења држали.
Стога је школа званично отворена 7. септембра 1901. године и примила је 58 ученика, од којих је 35 било из радничких породица. 
Иако је настава у школи почела 7. септембра 1901. године, церемонија отварања одржана је 9. септембра. Овом приликом стигло је много честитки са Крима, Узбекистана, Санкт Петербурга, Казања и других места. На пример, сенатор Јанковски је Тагијеву написао: „Желим успех Школи за чије сте отварање уложили толико труда ...“ . А Тагијев је, обраћајући се публици, рекао: „Морамо у будућности ову женску школу претворити у гимназију. Ово је мој сан."
На церемонији отварања говорили су многи интелектуалци, међу којима је био и Хасан-бег Зардаби, уредник првог азербејџанског листа „Екинци“.
После неког времена, муслиманске женске школе почеле су да се отварају и у другим периферијама Руског царства - у Тбилисиу, Казању, Башкирији, Дагестану. А у самом Бакуу је до 1915. године већ постојало 5 женских школа.

## Савремена употреба
Школа је функционисала до пада Руског царства 1918. године Двадесетих година 20. века била је реорганизована у учитељски факултет, а након 1930. године служила је као седиште различитих владиних институција, док коначно није постала Институт за рукописе Националне академије наука Азербејџана.
Институт прикупља, систематизује, чува и објављује аналитичка дела у вези са многим историјским документима и експонатима који се чувају у његовој архиви. Збирка обухвата око 40 000 дела на различитим језицима, укључујући азербејџански, арапски, персијски, османски турски и чагатајски који пружају ретки увид у то шта су научници из средњег века мислили о медицини, астрономији, математици, поезији, филозофији, праву, историји и географији.
|                                                    | |
| Школска зграда у периоду пре Октобарске револуције | Школска зграда 2010. године у којој је смештен Институт за рукописе Националне академије наука Азербејџана |

## Галерија
- Ученици и учитељи 1902. године
- Учење веза
- Зејналабдин Тагијев са ученицима

- Учење веза, 1911. година
- Лекције у школи, 1911. године На табли је исписано „Прва татарска школа“. (Азербејџанце су почетком 20. века називали Татарима.)
- Ханифа Маликова - директор школе међу ученицима